# Stomatopora minuta
Stomatopora minuta is een mosdiertjessoort uit de familie van de Stomatoporidae. De wetenschappelijke naam van de soort is voor het eerst geldig gepubliceerd in 1946 door Kluge.